# Perfluor(2-methyl-pentan-3-on)
Perfluor(2-methyl-pentan-3-on) je perfluorovaný keton se vzorcem CF3CF2C(=O)CF(CF3)2, analog ethylisopropylketonu. Používá se jako chladivo pro elektroniku a jako součást hasicích směsí.

## Použití
Perfluor(2-methyl-pentan-3-on) se pod názvem Novec 1230 používá jako hasivo v případech, kdy by hasení vodou bylo neúčinné nebo by mohlo poškodit přístroje či jiné předměty, například v muzeích, serverovnách, bankách, a nemocnicích. Účinkuje rychlým odebráním tepla a zamezením přístupu vzduchu, které zabrání rozhoření ohně. Patent na využití Novecu 1230 jako hasiva vypršel 19. července 2020. Po jeho vypršení začala být tato látka uváděna na trh pod označením FK-5-1-12. Používá se rovněž při výrobě samozhášecích kompozitních materiálů.

## Bezpečnost
Perfluor(2-methyl-pentan-3-on) nepoškozuje ozonovou vrstvu a jeho potenciál globálního oteplování je 1, stejný jako u oxidu uhličitého. Je škodlivý pro vodní organismy, s dlouhodobými účinky.
Tato látka se v životním prostředí může rozkládat fotolýzou, hydrolýzou, a hydratačními reakcemi; produktem fotolýzy je kyselina trifluoroctová. Poločas rozkladu v atmosféře se odhaduje na 4 až 15 dnů.